# Simone Boisseree
Simone Michelle Boisseree (* 22. April 1948 in Los Angeles, Kalifornien) ist eine US-amerikanische Stuntfrau und Schauspielerin.

## Leben
Simone Boisseree absolvierte als Stuntfrau viele Stunts in Filmen, so zum Beispiel in Talon im Kampf gegen das Imperium (1982), Rambo II – Der Auftrag (1985), Big Trouble in Little China (1986), Sie leben (1988), Die totale Erinnerung – Total Recall (1990), Der letzte Mohikaner (1992), Stargate (1994), Showgirls (1995), Titanic (1997) und Planet der Affen (2001) für den sie 2002 eine Nominierung in der Kategorie „bester Stunt einer Stuntfrau“ für den Taurus Award bekam.
Als Schauspielerin trat Boisseree in den Fernsehserien MacGyver (1985), Jake und McCabe – Durch dick und dünn (1990) und Star Trek: Deep Space Nine (1993), sowie 1991 im Film Eine perfekte Waffe auf.

## Filmografie

### Als Stuntfrau (Auswahl)
- 1982: Talon im Kampf gegen das Imperium (The Sword and the Sorcerer)
- 1985: Rambo II – Der Auftrag (Rambo: First Blood Part II)
- 1986: Big Trouble in Little China
- 1987: Die Reise ins Ich (Innerspace)
- 1988: Sie leben (They Live)
- 1990: Die totale Erinnerung – Total Recall (Total Recall)
- 1992: Der letzte Mohikaner (The Last of the Mohicans)
- 1994: Die nackte Kanone 33⅓ (Naked Gun 33 1/3: The Final Insult)
- 1994: Stargate
- 1995: Showgirls
- 1997: Der Dummschwätzer (Liar Liar)
- 1997: Titanic
- 1998: Blade
- 2001: Planet der Affen (Planet of the Apes)
- 2003: Bruce Allmächtig (Bruce Almighty)
- 2004: Collateral

### Als Schauspielerin
- 1985: MacGyver (Fernsehserie, eine Folge)
- 1990: Jake und McCabe – Durch dick und dünn (Jake and the Fatman, Fernsehserie, eine Folge)
- 1991: Eine perfekte Waffe (The Perfect Weapon)
- 1993: Star Trek: Deep Space Nine (Fernsehserie, zwei Folgen)

## Auszeichnungen
- 2002: Taurus-Award-Nominierung in der Kategorie „bester Stunt einer Stuntfrau“ für Planet der Affen